# Coelopa orientalis
Coelopa orientalis är en tvåvingeart som beskrevs av Macquart 1843. Coelopa orientalis ingår i släktet Coelopa och familjen tångflugor. Inga underarter finns listade i Catalogue of Life.